# RoweRes
RoweRes – system automatycznych wypożyczalni rowerów działający w Rzeszowie w latach 2010 - 2017. 
System został uruchomiony 19 listopada 2010 z 3 stacjami bazowymi. W 2012 roku system składał się z 16 stacji bazowych i 100 rowerów. W 2016 roku stacji było 28, a rowerów 300. Operatorem systemu jest firma Romet Rental Systems. 
System wypożyczalni RowerRes został zlikwidowany w 2017 roku. Na jego miejsce w 2018 roku pojawił się nowy system wypożyczalni, którego operatorem jest Blinkee. Nowy operator zaoferował rowery zwykłe, elektryczne oraz skutery elektryczne IV generacji, czyli bez stacji bazowych.  